# Квінсі Шоу
Квінсі Шоу (англ. Quincy Shaw; 30 липня 1869 — 8 травня 1960) — колишній американський тенісист.
Найвищим досягненням на турнірах Великого шолома був фінал в одиночному розряді.
Завершив кар'єру 1894 року.

## Фінали турнірів Великого шолома

### Одиночний розряд (1 поразка)
| Результат | Рік  | Турнір        | Покриття | Суперник      | Рахунок            |
| --------- | ---- | ------------- | -------- | ------------- | ------------------ |
| Поразка   | 1889 | Чемпіонат США | Трава    | Генрі Слоукам | 3–6, 1–6, 6–4, 2–6 |